# Kabat (Peukan Baro)
Kabat is een bestuurslaag in het regentschap Pidie van de provincie Atjeh, Indonesië. Kabat telt 254 inwoners (volkstelling 2010).